# Ixhuatlán del Sureste
Ixhuatlán del Sureste es una localidad del estado mexicano de Veracruz. Es cabecera del municipio de Ixhuatlán del Sureste.

## Demografía
| Censo | Población |
| ----- | --------- |
| 1900  | 1,176     |
| 1910  | 1 334     |
| 1921  | 1 670     |
| 1930  | 1 913     |
| 1940  | 1 884     |
| 1950  | 1 772     |
| 1960  | 3 244     |
| 1970  | 2 272     |
| 1980  | 3 489     |
| 1990  | 7 652     |
| 1995  | 9 133     |
| 2000  | 8 969     |
| 2005  | 9 630     |
| 2010  | 10 149    |
| 2020  | 10 432    |